# Кировоградский трамвай
Кировоградский трамвай (укр. Кіровоградський трамвай; ранее Елисаветградский трамвай, Зиновьевский трамвай, Кировский трамвай) — трамвайная система, существовавшая в городе Кировоград (ранее Елисаветград, Зиновьевск и Кирово, ныне — Кропивницкий) с 1897 по 1941 год. Один из старейших в Российской империи электрических трамваев; также первая трамвайная система на территории империи, построенная в уездном, а не в губернском городе.

## История
Возможность создания конного трамвая («конки») в Елисаветграде обсуждалась в 1887 году и позже в 1890 году. В 1895 году российское представительство Бельгийского трамвайного общества, которое организовало в России множество трамвайных систем, предложило создание электрического трамвая, и в 1896 году после согласия городских властей началось строительство первой линии, имеющей один путь и восемь разъездов, где могли бы разойтись встречные вагоны. Вагоны и электрооборудование были немецкими — компаний Herbrand и AEG соответственно, использовалась узкая колея 1000 мм.
Открытие первой линии от железнодорожного вокзала до пивоваренного завода через центральную Дворцовую улицу (ныне — улица Театральная), улицы Бульварную, Большую Перспективную, Большую Пермскую состоялось 13 (26) июля 1897 года. Следующая линия до района Кущевка была открыта через два года, её протяженность составила более 3,5 километров. В 1901 году парк насчитывал 25 вагонов.
Во время гражданской войны в 1918—1922 гг. трамвайное движение было приостановлено, после чего на двух линиях вновь стали ходить 10 вагонов. Новым направлением стало открытие в 1929 году движения до Новониколаевки, вместе с которым длина путей составила свыше 16 километров, в перевозке пассажиров использовалось 29 вагонов, в том числе вновь полученные 11 отечественных вагонов. В довоенное время существовало 4 маршрута: «Вокзал — Пивзавод Зальцера», «Центр — Кущевка», «Улица Ленина — Новониколаевка» и «Пивзавод Зальцера — Горсад». В 1930-х годах несколько трамвайных вагонов были переданы в Воронежскую область и работали на линии Рамонского грузового трамвая.

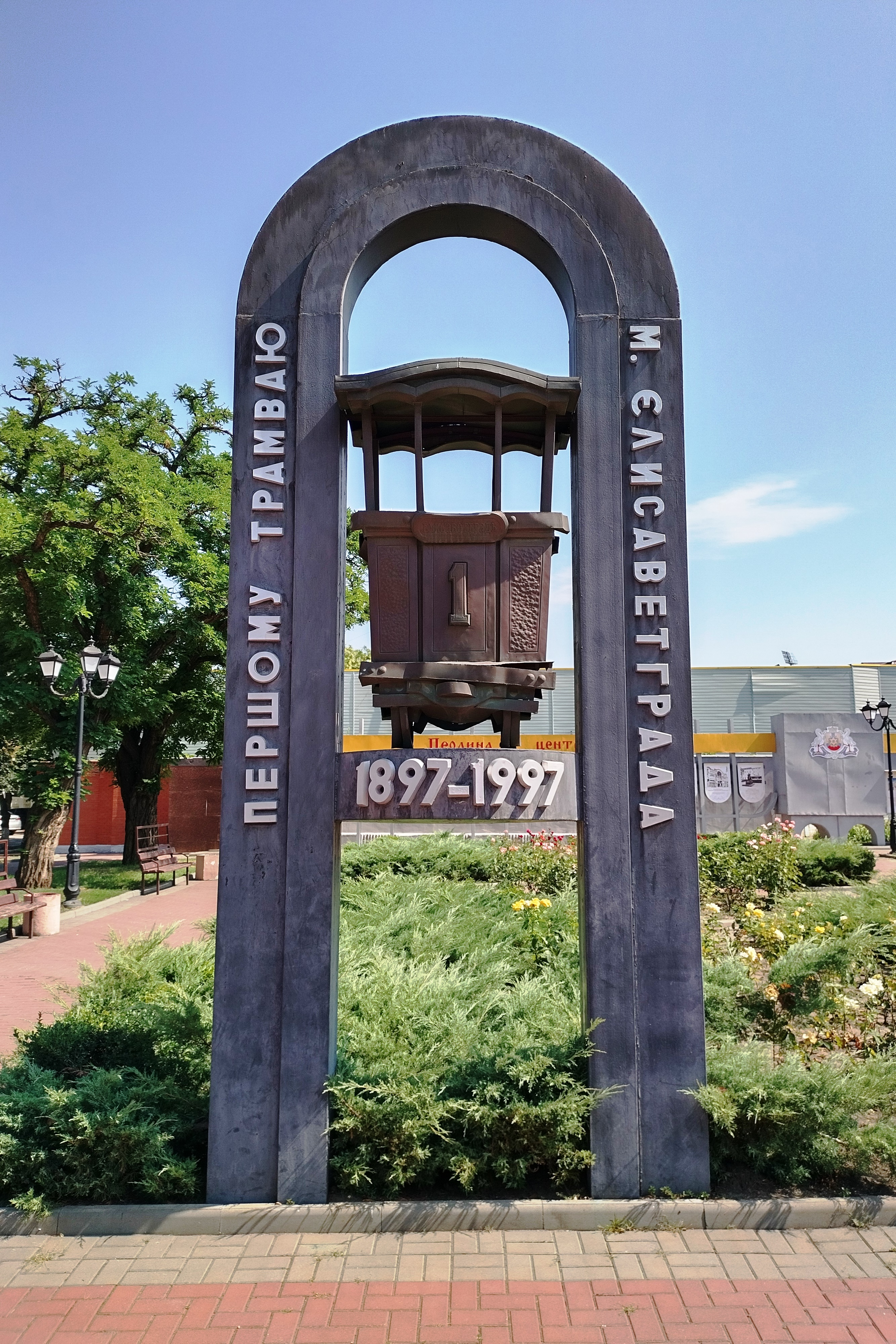
Памятник первому трамваю г. Елисаветграда

Во время Великой Отечественной войны в 1941 году при отступлении советских войск была подорвана трамвайная электростанция, разрушена большая часть прочего трамвайного хозяйства. Во время оккупации пути ограниченно использовались для подвоза, после чего немецкие войска разобрали и вывезли часть рельс при отступлении. После войны были неудачные (из-за нехватки средств) попытки восстановить кировоградский трамвай.
Позже, в эпоху мнения о нецелесообразности и устарелости трамвая, планы воссоздания трамвайного движения были пересмотрены в пользу использования троллейбусного сообщения, первые из которых вышли в город в 1967 году.
В 1997 году на улице Ленина (ныне — Театральная) был установлен памятник Кировоградскому трамваю.

## Маршруты
- 1 Ж/Д Вокзал — Пивзавод
- 2 Центр — Кущёвка
- 3 ул. Ленина — Новониколаевка
- 4 Пивзавод — Горсад

## Подвижной состав
- Herbrand — 24 Единицы